# Allgemeiner Deutscher Gewerkschaftsbund
De Allgemeiner Deutscher Gewerkschaftsbund (ADGB) was een Duitse koepelorganisatie voor vakbonden.

## Historiek
De ADGB werd op 5 juli 1919 opgericht te Neurenberg als de opvolger van het Generalkommission der Gewerkschaften Deutschlands. Er sloten 52 vakcentrales aan en de eerste voorzitter was Carl Legien.
Op 2 mei 1933 werden alle kantoren van de ADGB bestormd, werden de kantoren bezet en de activa in beslag genomen door de Sturmabteilung (SA), de Schutzstaffel (SS) en de Nationalsozialistische Betriebszellenorganisation (NSBO). De vertegenwoordigers van de ADGB werden in hechtenis genomen en in Duisburg werden vier vakbondssecretarissen vermoord.

## Structuur

### Bestuur
| Tijdspanne  | Voorzitter      |
| ----------- | --------------- |
| 1919 - 1920 | Carl Legien     |
| 1921 - 1933 | Theodor Leipart |

## Bekende leden
- Theodor Leipart
- Carl Legien
- Johann Sassenbach

## Historisch document
- Online archief Die Arbeit (1924 - 1933); Friedrich Ebert Stiftung